# L’Hôme-Chamondot
L’Hôme-Chamondot ist eine französische Gemeinde mit 260 Einwohnern (Stand: 1. Januar 2022) im Département Orne in der Region Normandie. Sie gehört zum Arrondissement Mortagne-au-Perche und zum Kanton Tourouvre au Perche.

## Lage
Die Gemeinde L’Hôme-Chamondot liegt im Hügelland der Perche, 22 Kilometer südlich von L’Aigle. Nachbargemeinden von L’Hôme-Chamondot sind Charencey im Nordosten, Longny les Villages im Osten, Südosten und Süden, Tourouvre au Perche im Südwesten, La Ventrouze im Westen sowie nochmals Tourouvre au Perche im Nordwesten.

## Bevölkerungsentwicklung
| Jahr                       | 1962 | 1968 | 1975 | 1982 | 1990 | 1999 | 2006 | 2013 | 2021 |
| -------------------------- | ---- | ---- | ---- | ---- | ---- | ---- | ---- | ---- | ---- |
| Einwohner                  | 335  | 237  | 176  | 195  | 182  | 203  | 213  | 264  | 255  |
| Quellen: Cassini und INSEE |      |      |      |      |      |      |      |      |      |

## Sehenswürdigkeiten

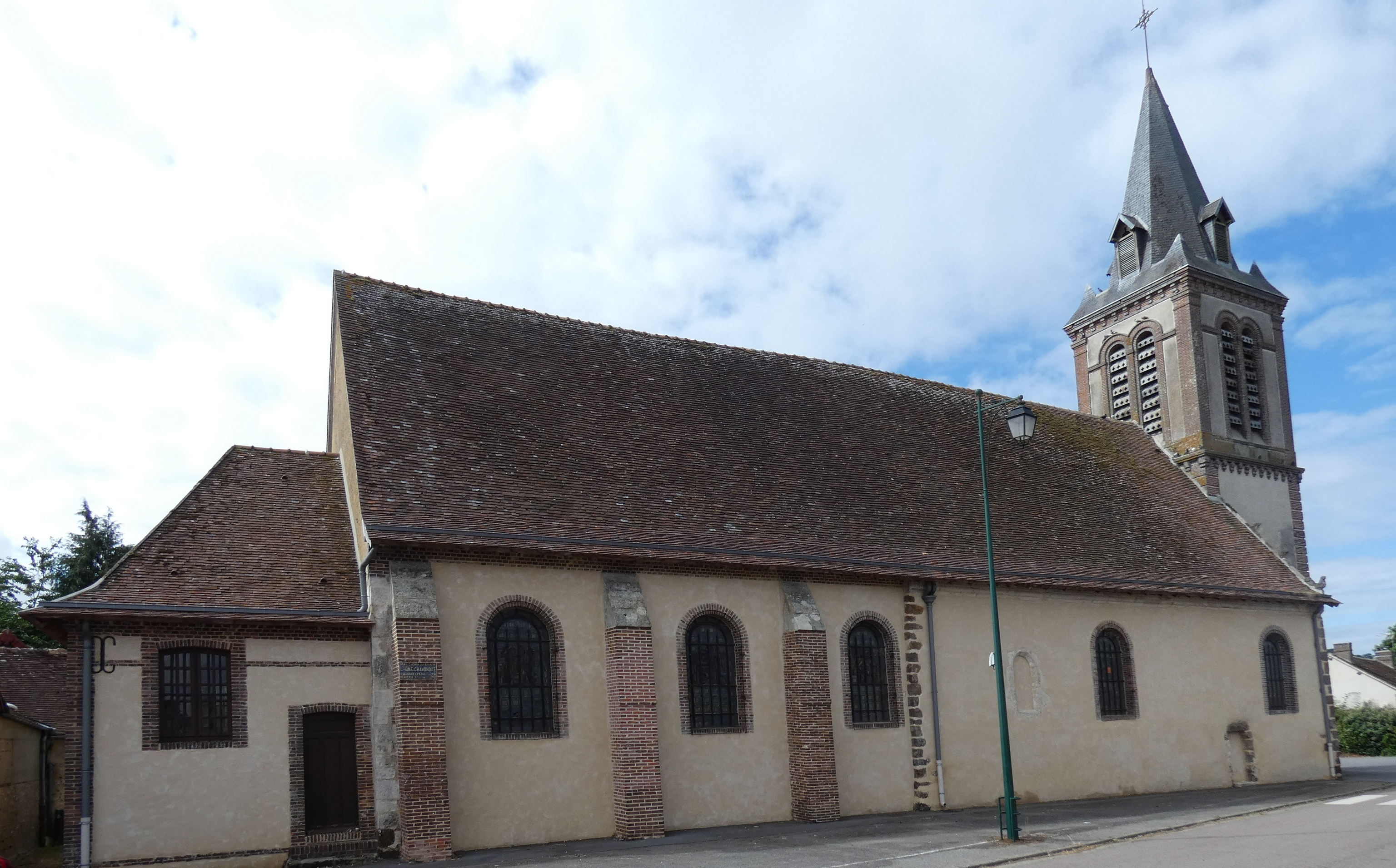
Kirche Saint-Martin

- Kirche Saint-Martin
- Ruinen des Schlosses Gannes
- Schloss Brotz mit Schlosskapelle
- Schloss Miserai